# Antiguo Morelos
Antiguo Morelos è una municipalità dello stato di Tamaulipas, nel Messico centrale, il cui capoluogo è la omonima località.
Conta 9.003 abitanti (2010) e ha una estensione di 579.03 km².
Il paese deve il suo nome a José María Morelos y Pavón, eroe della guerra d'indipendenza del Messico. Ha aggiunto la denominazione Antiguo dopo la creazione della municipalità di Nuevo Morelos.